# Симодзи (Яэяма)
Симо́дзи (яп. 下地島) — небольшой остров, один из островов Арагусуку, в островной группе Яэяма островов Сакисима архипелага Рюкю. Административно относится к округу Такэтоми уезда Яэяма префектуры Окинава, Япония.

## География
Остров расположен на юго-восточнее острова Ириомоте и западнее Куросимы. Площадь острова составляет 1,76 км², высота — 21 м.
На острове есть небольшой посёлок Симудзи.